# Електрични капацитет
Електрични капацитет или електрична капацитивност је физичка величина која се уводи за описивање својства кондензатора, и притом се дефинише као однос наелектрисања и напона на кондензатору.
{\displaystyle C={\frac {q}{U}}}.
Однос количине електрицитета и напона на крајевима кондензатора за неки кондензатор је константан. Мерна јединица за електрични капацитет је фарад (F). У питању је велика јединица, па се углавном употребљава са одговарајућим префиксима. У некада коришћеном систему јединица било је заступљено изражавање ове величине у центиметрима (cm). Електрични капацитет земље износи 7.08*10^-4 F.

## Капацитативни отпор
У колима једносмерне струје иста кроз кондензатор протиче у само кратком временском интервалу док се кондензатор не напуни, док у колима наизменичне струје то није случај, а кондензатор који се наизменично пуни и празни преузима улогу својеврсног отпорника, при чему се тај отпор назива капацитативним и обележава са XC
{\displaystyle X_{C}={\frac {1}{\omega \cdot C}}={\frac {1}{2\pi \nu \cdot C}}}
Притом је {\displaystyle \nu } фреквенција наизменичне струје.

## Електрични капацитет појединих кондензатора
Постоји више врста кондензатора и стога се капацитет истих рачуна уз помоћ различитих формула. У табели је приказан изглед појединих кондензатора и у зависности од њега начин на који се рачуна његов капацитет.
| врста                   | капацитет |
| ----------------------- | --- |
| плочаст кондензатор     | {\displaystyle C=\varepsilon _{0}\varepsilon _{\mathrm {r} }\cdot {\frac {A}{d}}}                                          |
| цилиндричан кондензатор | {\displaystyle C=2\pi \varepsilon _{0}\varepsilon _{\mathrm {r} }\,{\frac {l}{\ln \!\left({\frac {R_{2}}{R_{1}}}\right)}}} |
| сферични кондензатор    | {\displaystyle C=4\pi \varepsilon _{0}\varepsilon _{\mathrm {r} }\left({\frac {1}{R_{1}}}-{\frac {1}{R_{2}}}\right)^{-1}}  |
| сфера                   | {\displaystyle C=4\pi \varepsilon _{0}\varepsilon _{\mathrm {r} }R_{1}}                                                    |
| паралелни цилиндри      | {\displaystyle C=\pi \varepsilon _{0}\varepsilon _{\mathrm {r} }\,{\frac {l}{\rm {arcosh\left({\frac {d}{2R}}\right)}}}}   |

## Резултујући капацитет
Уколико у колу једносмерне струје бива везано два или више кондензатора онда се резултујући (еквивалентни) капацитет рачуна на следећи начин:
- Ако су кондензатори редно везани:

Збир реципрочних вредности капацитета појединих кондензатора једнак је реципрочној вредности резултујућег (еквивалентног) капацитета.
{\displaystyle {\frac {1}{C_{e}}}={\frac {1}{C_{1}}}+{\frac {1}{C_{2}}}+\cdots +{\frac {1}{C_{n}}}}
- Ако су везани паралелно:

Збир капацитета појединих капацитета кондензатора даје резултујући капацитет.
{\displaystyle C_{e}=C_{1}+C_{2}+\cdots +C_{n}}
У случају сложенијих кола потребно је комбиновати дате обрасце.

## Образложење
За објашњење електричног капацитета могу је узети 2 шупље кугле различите величине и свака спојити на посебни електроскоп. Треба пренети једнаку количину електрицитета на обје кугле и измерити њихов електрични напон. При том се може видети да је при истој количини електрицитета електрични напон мање кугле већи, а веће кугле мањи. Ако се жели да кугла већег пречника има једнаки електрични напон као и мања кугла, мора се већој кугли довести већу количина електрицитета. Већа кугла може, дакле, примити већу количину електрицитета код једнаког електричног напона.
Способност неког електричног проводника да прими на себе извесну количину електрицитета код одређеног електричног напона назива се електрични капацитет. Електрични капацитет неког електричног проводника је она количина електрицитета која је потребна да му се електрични напон повиси за 1 волт. Ако је Q количина електрицитета (електрични набој) коју је неки електрични проводник примио, а C његов електрични капацитет, онда на сваку јединицу електричног напона долази количина електрицитета Q/U, а то је његов електрични капацитет. Према томе је електрични капацитет електричног проводника:
{\displaystyle C={\frac {Q}{U}}\ }
а одатле је:
{\displaystyle Q=C\cdot U}
Количина електрицитета једнака је умношку електричног капацитета и електричног напона.
Да би се добија мерну јединицу за електрични капацитет, уводи се у једначину за капацитет Q = 1 C (кулон) и U = 1 V (волт), па је мерна јединица за електрични капацитет:
{\displaystyle {\mbox{1}}\,{\mbox{F}}\,{\mbox{(farad)}}\,={\frac {1\,{\mbox{C}}\,{\mbox{(kulon)}}}{1\,{\mbox{V}}\,{\mbox{(volt)}}}}\ }
Електрични проводник има електрични капацитет 1 F (фарад) ако му је количина електрицитета од 1 C (кулон) повиси електрични напон за 1 V (волт). Како је фарад врло велика мерна јединица, употребљавају се мање јединице тако да је 1 F =  106 μF (микрофарад).

### Капацитет плочастог електричног кондензатора
Ако се наелектрише метална плоча позитивним електричним набојем и затим споји с електроскопом, он ће својим отклоном показати електрични напон који је дат плочи. Ако се затим приближи тој плочи нека друга плоча која је спојена са земљом, видеће се да ће електрични напон на електроскопу падати то више што се друга плоча више приближава. Како се величина електричног набоја на електроскопу није смањила, а електрични напон се снизио, значи да плоча може примити на себе још неку количину електрицитета да би јој се електрични напон повећао за 1 V (волт). Другим речима, електрични капацитет се плоче повећао.
Та се појава тумачи помоћу електричне инфлуенције. Ако се наелектрише на пример изолирана плоча, електрицитет ће се подједнако разделити на обе стране. Међутим, кад јој се приближи плоча спојена са земљом, електрицитет прве и због инфлуенције настали супротни електрицитет друге плоче међусобно ће се привлачити и скупити на унутрашњим странама обе плоче. Будући да је друга плоча спојена са земљом, истоимени електрицитет ће отићи у земљу. Због присутности другог електричног проводника снизио се електрични напон првога, а повећао његов капацитет, те он може примити већу количину електрицитета. Зато се два електрична проводника, од којих је један спојен са земљом, а међу којима се налази електрични изолатор, зову електрични кондензатор. Такав кондензатор има способност са при датом електричном напону прими на себе много већу количину електрицитета него што би иначе могао примити према својој величини.
Доведе ли се на две једнако велике металне плоче површине S (ili A), код којих су димензије плоча знатно веће у односу на њихову међусобну удаљеност d, електрични набој +Q, односно –Q, густина електричнога набоја на плочама ће бити:
{\displaystyle \sigma ={\frac {Q}{S}}}
а јачина хомогеног електричног поља између њих:
{\displaystyle {E}={\frac {Q}{\varepsilon _{0}\cdot S}}\,}
где је ε0 константа сразмерности, која се назива диелектричном константом вакуума или краће диелектричност вакуума. Рад који треба уложити да се у хомогеном електричном пољу набој q доведе од једне плоче до друге једнак је:
{\displaystyle W=E\cdot q\cdot d={\frac {Q}{\varepsilon _{0}\cdot S}}\cdot q\cdot d\,}
одакле следи да је електрични напон између плоча:
{\displaystyle U={\frac {W}{q}}={\frac {Q}{\varepsilon _{0}\cdot S}}\cdot d\,}
Како однос Q/U одређује генерално електрични капацитет, онда се електрични капацитет плочастог кондензатора одређује као:
{\displaystyle C=\varepsilon _{0}\cdot {\frac {S}{d}}\,}
где се ради о капацитету кондензатора у вакууму, а {\displaystyle \varepsilon _{0}} је диелектрична константа вакуума. Ако се између плоча кондензатора не налази вакуум, него неки диелектрик тада је капацитет кондензатора једнак:
{\displaystyle C=\varepsilon _{0}\cdot \varepsilon _{r}\cdot {\frac {S}{d}}=\varepsilon \cdot {\frac {S}{d}}\,}
где је: {\displaystyle \varepsilon _{r}} - релативна диелектрична пермитивност, то јест релативна диелектрична константа која зависно о својствима материјала одлучује колико ће пута капацитет кондензатора с неким диелектриком између плоча бити већи од капацитета кондензатора код којег се између плоча налази вакуум.

### Електрични капацитет осамљене кугле
Осамљена метална кугла полупречника R, наелектрисана позитивним електричним набојем +Q ствараће у околини електрично поље јачине:
{\displaystyle {E}={\frac {1}{4\cdot \pi \cdot \varepsilon _{0}}}\cdot {\frac {Q}{r^{2}}}}
где је: ε0 - диелектрична константа вакуума. Електрични потенцијал кугле је при томе једнак:
{\displaystyle V={\frac {1}{4\cdot \pi \cdot \varepsilon _{0}}}\cdot {\frac {Q}{R}}}
Како је потенцијал бесконачно удаљене тачке једнак нули, напон U је на површини набијене кугле у односу на тачку у бесконачности једнак је потенцијалу V:
{\displaystyle U=V={\frac {1}{4\cdot \pi \cdot \varepsilon _{0}}}\cdot {\frac {Q}{R}}}
Однос набоја Q на кугли и напона U електрично је својство кугле и одређено је њеним геометријским својствима, те га називамо електрични капацитет осамљене кугле:
{\displaystyle C=4\cdot \pi \cdot \varepsilon _{0}\cdot R}

### Релативна диелектрична пермитивност неких диелектрика
| Материјал                  | εr                                                                           |
| Вакуум                     | 1 (диелектрична пермитивност вакуума)                                        |
| Ваздух                     | 1,000 589 86 ± 0,000 000 50 (код стандардног притиска и температуре и 0,9 ), |
| PTFE/Тефлон                | 2,1                                                                          |
| Полиетилен/HLPE            | 2,25                                                                         |
| Полиимид                   | 3,4                                                                          |
| Полипропилен               | 2,2 – 2,36                                                                   |
| Полистирен                 | 2,4 – 2,7                                                                    |
| Угљен дисулфид             | 2,6                                                                          |
| Милар                      | 3,1                                                                          |
| Папир                      | 3,85                                                                         |
| Електроактивни полимери    | 2 – 12                                                                       |
| Тињац или лискун           | 3 - 6                                                                        |
| Силицијум диоксид          | 3.9                                                                          |
| Сафир                      | 8,9 – 11,1 (анизотропни)                                                     |
| Бетон                      | 4,5                                                                          |
| Пирекс (стакло)            | 4,7 (3,7 – 10)                                                               |
| Неопрен                    | 6,7                                                                          |
| Гума                       | 7                                                                            |
| Дијамант                   | 5,5 – 10                                                                     |
| Соли                       | 3 – 15                                                                       |
| Графит                     | 10 – 15                                                                      |
| Силицијум                  | 11,68                                                                        |
| Силицијум нитрид           | 7 - 8 (поликристални, 1 )                                                    |
| Амонијак                   | 26, 22, 20, 17 (−80, −40, 0,20 °C)                                           |
| Метанол                    | 30                                                                           |
| Етилен-гликол              | 37                                                                           |
| Фурфурал                   | 42                                                                           |
| Глицерол                   | 41,2, 47, 42,5 (0, 20,25 °C)                                                 |
| Вода                       | 88, 80,1, 55,3, 34,5 (0, 20, 100, 200 °C) за видљиву светлост: 1,77          |
| Флуороводонична киселина   | 83,6 (0 °C)                                                                  |
| Формамид                   | 84 (20 °C)                                                                   |
| Сумпорна киселина          | 84 – 100 (20 – 25 °C)                                                        |
| Водоник пероксид           | 128 течни–60 (−30 – 25 °C)                                                   |
| Цијановодонична киселина   | 158 – 2,3 (0 – 21 °C)                                                        |
| Титанијум диоксид          | 86–173                                                                       |
| Стронцијум титанат         | 310                                                                          |
| Баријум-стронцијум титанат | 500                                                                          |
| Баријум титанат            | 1200–10,000 (20–120 °C)                                                      |
| Олово-цирконијум титанат   | 500 – 6 000                                                                  |
| Коњугирани полимери        | 1,8 – 6 па све до 100 000                                                    |
| Калцијум-бакар титанат     | > 250 000                                                                    |

## „Капацитет” акумулатора
Када се појам капацитет користи код акумулатора и батерија, не ради се о електричном капацитету како је одређен у физици, већ о укупној количини електричног набоја коју акумулатор, односно батерија могу похранити у облику електрохемијске енергије. Такав капацитет изражава се у амперсатима (1 Ah = 3600 As = 3600 C).